# Rise and Shine (The Adicts)
Rise and Shine è il sesto album di studio del gruppo punk inglese The Adicts, pubblicato il 26 febbraio 2002 da Captain Oi!.
Il disco è stato ristampato nel 2006 da SOS Records con due bonus track e una versione differente di Falling in Love Again.

## Tracce
- Tutte le tracce scritte dai The Adicts eccetto dove indicato.

1. Intro - 1:15
2. Popcorn - 2:19
3. Swat Her - 2:24
4. I Want to Marry a Light House Keeper - 1:03
5. I'm So Cool - 1:24
6. All the Lucky People - 2:43
7. Shiney Shiney - 3:57
8. Goldfish - 5:17
9. I Don't Know If You Don't Know - 2:14
10. Cup of Tea - 1:57
11. Soldier - 2:02
12. Ain't Saturday Fun - 2:39
13. Mad Hatter	- 2:44
14. Woke Up This Morning (Pete Davidson, Mel Ellis, Keith Warren) -	2:42
15. Black Sheep - 1:15
16. Falling in Love Again - (Frederick Hollander, Sammy Lerner) - 2:48
17. We Look Back (Davidson, Ellis, Warren) - 3:20
18. Go Genie Go - 3:48
19. Concertadicto - 6:38

### Bonus track (SOS Records)[2]
1. She Loves Me' She Loves Me Not - 3:08
2. Cuppa Tea Song [Disco Mix] - 3:24

## Crediti[3]
- Keith 'Monkey' Warren - voce
- Pete Dee Davison - chitarra, basso
- Kid Dee Davidson - batteria, voce d'accompagnamento
- The Adicts - arrangiamenti
- James - arrangiamenti
- Earle Mankey - ingegneria del suono